# Micreremites centropis
Micreremites centropis là một loài bướm đêm trong họ Erebidae.